# Barryton
Barryton é uma vila localizada no estado americano de Michigan, no Condado de Mecosta.

## Demografia
Segundo o censo americano de 2000, a sua população era de 381 habitantes. 
Em 2006, foi estimada uma população de 378, um decréscimo de 3 (-0.8%).

## Geografia
De acordo com o United States Census Bureau tem uma área de 
2,7 km², dos quais 2,5 km² cobertos por terra e 0,2 km² cobertos por água.

## Localidades na vizinhança
O diagrama seguinte representa as localidades num raio de 24 km ao redor de Barryton. 